# João Pereira
João Pereira (wym. [ʒuˈɐ̃w peˈɾɛjrɐ]; ur. 25 lutego 1984 w Lizbonie) – portugalski piłkarz występujący na pozycji prawego obrońcy. 

## Kariera klubowa
João Pereira zawodową karierę rozpoczął w rodzimej Lizbonie, gdzie trenował w szkółce juniorów Benfiki. Od 2001 roku występował w rezerwach "Orłów" z Estádio da Luz, natomiast do kadry pierwszego zespołu trafił w 2003 roku. Konkurencja o miejsce w pierwszej jedenastce Benfiki była jednak bardzo silna, jednak mimo wszystko niedoświadczony Pereira regularnie dostawał szanse występów. W ligowych rozgrywkach zadebiutował 17 sierpnia w zremisowanym 0:0 pojedynku z Boavistą Porto, kiedy to w drugiej połowie zmienił Brazylijczyka Geovanniego. W sezonie 2004/2005 Pereira wywalczył ze swoją drużyną mistrzostwo, puchar oraz superpuchar kraju. Sam w rozgrywkach pierwszej ligi zdobył 4 bramki, w tym 2 w zwycięskim 3:0 spotkaniu przeciwko Paços de Ferreira.
W trakcie sezonu 2005/2006, w styczniu 2006 roku portugalski zawodnik został wypożyczony do Gil Vicente. Tam wywalczył sobie miejsce w podstawowym składzie i zajął w ligowej tabeli 12. miejsce. Klub został jednak zdegradowany do drugiej ligi z powodu tzw. sprawy Mateusa polegającej na nieprawidłowościach przy podpisywaniu kontraktu z angolskim graczem. Działacze Gil Vicente wykupili Pereirę na stałe i Portugalczyk był podstawowym graczem zespołu w rozgrywkach Liga de Honra.
Latem 2007 roku Pereira zdecydował się na powrót do pierwszej ligi i podpisał kontrakt ze Sportingiem Braga, gdzie na prawej obronie miał zastąpić Luísa Filipe. Razem z nowym klubem Pereira dotarł do 1/16 Pucharu UEFA, w której Braga została wyeliminowana przez Werder Brema. Z Bragą Pereira nie odnosił żadnych sukcesów i przez 2,5 roku rozegrał dla niej 66 spotkań w rozgrywkach Primeira Liga.
22 grudnia 2009 roku Pereira odszedł do jednej z najbardziej utytułowanych drużyn w kraju – Sportingu, włodarze której zapłacili za niego 3 miliony euro. Pereira zdecydował się na zmianę zespołu pomimo tego, że w momencie transferu Braga zajmowała w ligowej tabeli pierwszą pozycję, a zespół z Lizbony plasował się na piątej lokacie nie gwarantującej udziału w europejskich pucharach. Ostatecznie Braga zdobyła wicemistrzostwo kraju, a Lizbona zajmując 4. miejsce zagwarantowała sobie udział w 3. rundzie eliminacyjnej do Ligi Europy.
24 maja 2012 roku Pereira przeszedł do jednej z najlepszych drużyn Hiszpanii, Valencii. Kwota transferu wyniosła 3,7 miliona euro.

## Kariera reprezentacyjna

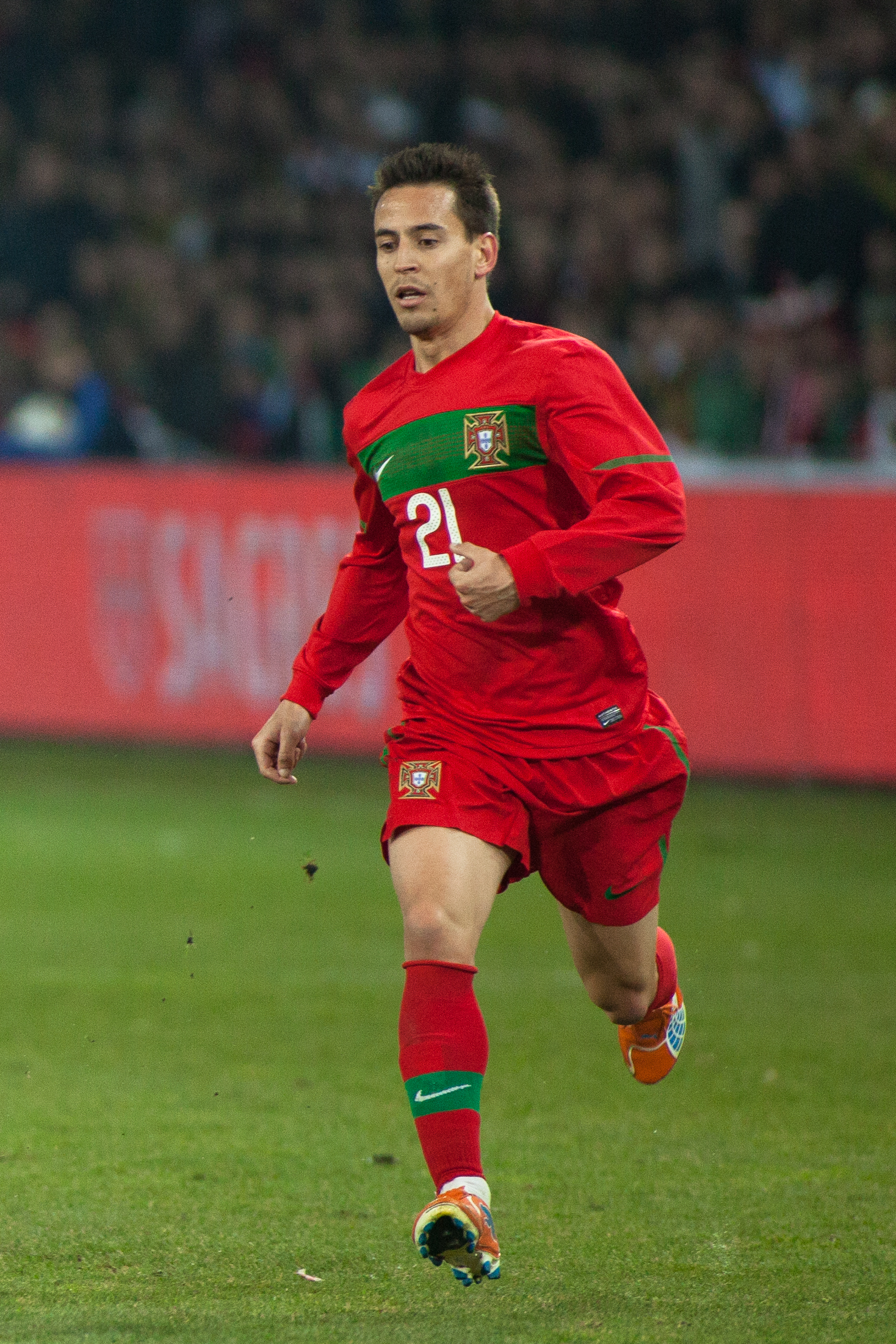

Pereira za czasów gry w Benfice Lizbona występował w reprezentacji Portugalii do lat 21. W seniorskiej drużynie zadebiutował 8 października 2010 w wygranym 3:1 meczu eliminacji do Euro 2012 z Danią.